# 그렉 호튼

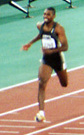

그렉 호튼(Greg Haughton, 본명: 그레고리 호튼, Gregory Haughton, 1973년 11월 10일 ~ )은 자메이카의 400m 육상 선수이다. 1996년 하계 올림픽에서 1개, 2000년 하계 올림픽에서 2개의 올림픽 메달을 획득했다. 400m에서 그의 개인 최고 기록은 44.56초였다.
세계 기록 보유자 마이클 존슨 (육상 선수)(Michael Johnson)을 훈련시킨 개인인 클라이드 하트(Clyde Hart)의 코치를 받았다. 개인적으로 호튼은 2000년 시드니 올림픽 동메달리스트였으며 1995년과 2001년 세계 육상 선수권 대회에서 400m 이상 동메달을 획득했다. 2001년 굿윌 게임, 1999년 팬아메리칸 게임, 1993년 중앙아메리카 및 카리브해 대회에서 금메달을 획득했다. NJCAA 챔피언을 두 번, NCAA 400미터 챔피언을 세 번이나 차지했다. 경력 기간 동안 5개의 자메이카 국가 타이틀을 획득했다.
자메이카 4×400미터 계주 팀의 오랜 멤버인 호튼은 2004년 세계 실내 챔피언, 1998년 영연방 챔피언, 1999년 팬아메리칸 게임 챔피언으로 선정되었다. 2000년과 1996년 올림픽 계주에서 동메달을 획득했고, 세계 선수권 대회에서는 4개의 은메달을 획득했다.
호튼은 버지니아 스포츠 명예의 전당(1997), 조지 메이슨 대학교 명예의 전당(2001), 카레라스 스포츠 재단 올해의 남자 선수(1999-2000)에 입성했다. 2011년 4월 호튼은 자메이카 육상 경기에 대한 뛰어난 공헌으로 중등학교 스포츠 협회로부터 상을 받았다.